# Polityka rozproszenia imigrantów
Polityka rozproszenia imigrantów – skandynawska polityka wewnętrzna, stosowana względem imigrantów, zakładająca równomierne rozkładanie społeczności imigranckich i nie tworzenia większych skupisk imigrantów w poszczególnych miastach, czy gminach, które mogłyby wpłynąć na koncentrację tych środowisk i tworzenie gett.

## Dania
Polityka taka działa w Danii od 1986. W pierwszym okresie jej funkcjonowania (1986-1999) imigrantów rozproszono w trzynastu regionach Danii. W 1999 weszła w życie ustawa o integracji przybyszów, nakazująca równomierne rozproszenie cudzoziemców na terenie całego kraju. Mimo teoretycznego obowiązywania ustawy skupiska społeczności imigranckich tworzą się w największych ośrodkach miejskich kraju – w Kopenhadze, Odense, Aarhus, czy Kolding. Polityka z założenia ma być kształtowana w taki sposób, że gminy o największym nasyceniu imigrantami w danym roku nie przyjmują już żadnych osób (np. w 2005 najwięcej imigrantów trafiło do regionu Jutlandia Północna – 150 osób nazywanych uchodźcami). Według środowisk imigranckich powyższa polityka nie jest korzystna, gdyż rozproszenie przybyszów utrudnia im skuteczne korzystanie ze wsparcia organizacji tworzonych przez nich samych i znajdujących się w większych ośrodkach. Teoretycznie polityka jest surowo przestrzegana – jeśli imigrant w czasie trwania programu integracyjnego zmieni miejsce zamieszkania naraża się na utratę kieszonkowego. Przedstawienie obcokrajowcom programów integracyjnych należy do obowiązków władz lokalnych.

## Szwecja
W Szwecji od 1985 stosowana jest podobna polityka aktywnego rozmieszczania imigrantów (rozproszenia), której celem jest uniknięcie znacznej koncentracji imigrantów w największych aglomeracjach, głównie w Sztokholmie, Göteborgu i Malmö.
Polityka uzależniona jest w dużym stopniu od dostępności lokali mieszkalnych w danej gminie, przy zwracaniu mniejszej uwagi na rynek pracy. W Szwecji często zdarzało się, że po okresie wsparcia socjalnego i możliwej jego utraty przy przeprowadzce, imigranci przenosili się do innych gmin. Polityka była w Szwecji krytykowana, jako nieskuteczna. Imigranci, mimo jej teoretycznego obowiązywania, koncentrowali się w dużych miastach i uzależniali od pomocy społecznej.